# ブライアン・グッドウィン

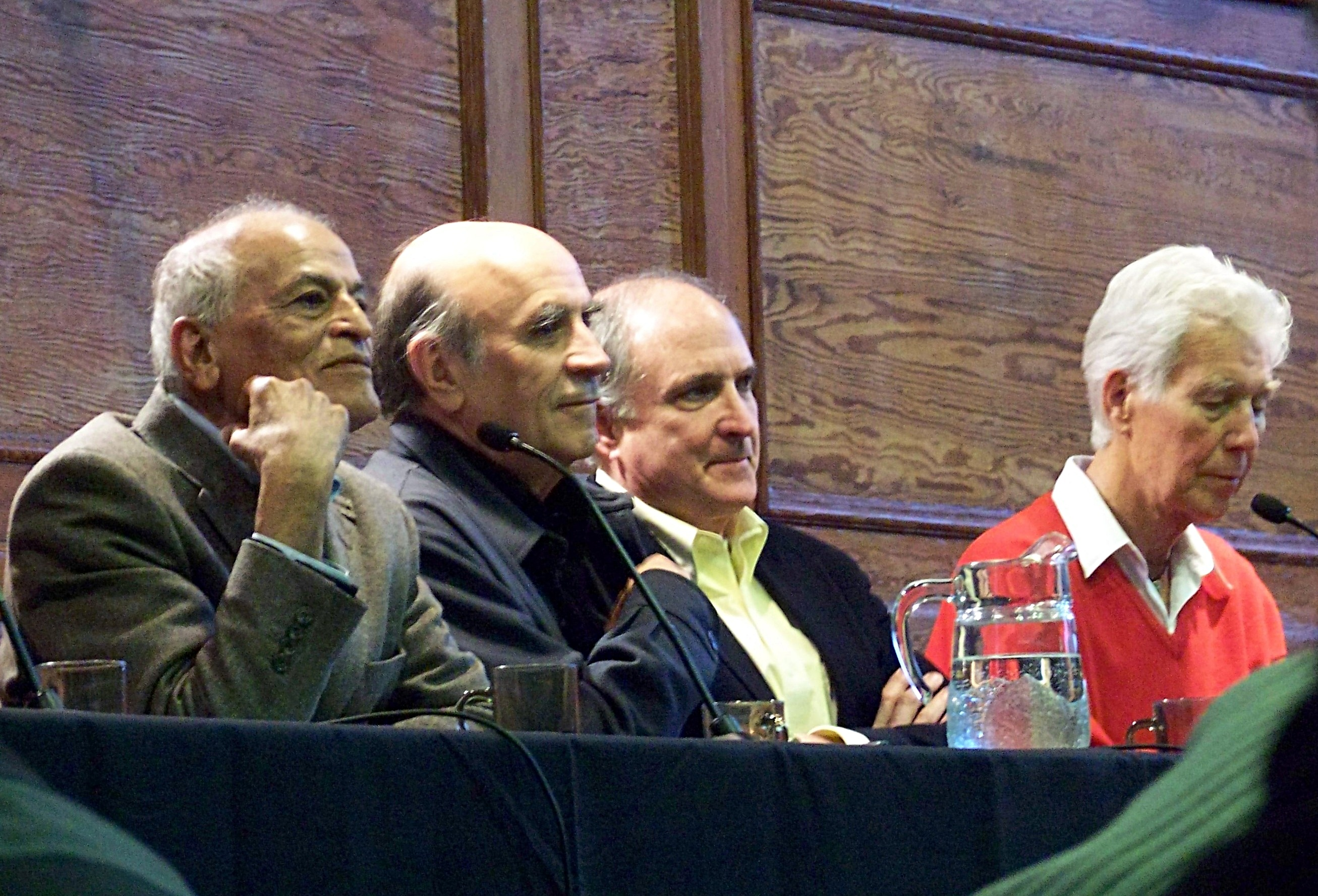
ブライアン・グッドウィン(右)

ブライアン・グッドウィン（Brian Goodwin、1931年 - 2009年7月15日）は、カナダのケベック州モントリオール出身の生物学者、数学者。
マギル大学で生物学を学び卒業後、ローズ奨学制度によりイギリスのオックスフォード大学の大学院へと数学を学ぶために留学した。エジンバラ大学においては博士号を習得している。その後はオックスフォード大学、サセックス大学、オープン大学、 シューマッハーカレッジなどのイギリス各地の大学で教鞭をとった。
また、彼は1984年にアメリカ合衆国ニューメキシコ州サンタフェに設立された複合科学研究所、サンタフェ研究所の設立者のひとりであり、自身も外部教職員として数年間勤務していた。
2009年7月15日、シューマッハーカレッジへと自転車で向かっていたところ転倒し、自身の長年の健康問題も重なってそのまま亡くなった。

## 主な著書
- DNAだけで生命は解けない―「場」の生命論（シュプリンガー・フェアラーク東京、1998年）中村運訳